# Angie Debo
Angie Elbertha Debo (30 de enero de 1890 – 21 de febrero de 1988), fue una historiadora estadounidense que escribió 13 libros y centenares de artículos sobre Oklahoma y la historia de los pueblos nativos de los Estados Unidos. Después de una larga carrera larga marcada por dificultades (relacionadas ambas a su género y al contenido polémico de algunos de sus libros), fue aclamada como la persona que mejor conocía la historia de "Oklahoma" y reconocida como "una autoridad en la historia nativa de Estados Unidos", una visionaria, y una heroína histórica por derecho propio."

## Biografía
Nacida en Beattie, Kansas en 1890, Angie Debo se trasladó con sus padres, Edward P. Y Lina E. en un vagón al Territorio de Oklahoma cuándo tenga nueve años . Su familia se asentó en la comunidad rural de Marshall, donde Debo viviría para el resto de su vida. Logró el certificado de profesora y empezó enseñar a los 16 años aunque dado que la comunidad de Marshall no tuvo un instituto hasta 1910, Debo no recibió su diploma hasta 1913, cuándo tenía ya 23 años .
Se graduó en Historia en a la Universidad de Oklahoma en 1918. Enseñó historia durante cuatro años en el Instituto Enid antes de estudiar en la Universidad de Chicago, donde se graduó en relaciones internacionales en 1924. Su tesis (de la que era coautora con su supervisor J. Fred Rippy) fue publicada en 1924 como parte del Smith College Studies in History, bajo el título El Fondo Histórico de la Política Americana de Aislacionismo. El historiador Manfred Jonas ha escrito que el texto fue la primera "literatura erudita " en el tema de aislacionismo americano.
A pesar de su temprano éxito temprano, Debo explicó que tuvo dificultades para lograr un puesto en la enseñanza porque la mayoría de departamentos de historia universitarios en su tiempo no consideraba contratar a una mujer. A pesar de ello de 1924 a 1933, enseñó en el West Texas State Teachers College en Canyon, Texas y era curadora del Museo Histórico Panhandle-Plains mientras preparaba su doctorado en la Universidad de Oklahoma que recibió en 1933.
La disertación de Debo publicada por la Universidad Oklahoma Press como  The Rise and Fall of the Choctaw Republic (1934), analizó los efectos de la Guerra de Secesión en la Tribu Choctaw. Recibió el premio John H. Dunning de la Asociación Histórica Americana. El dlirector de la Universidad de Oklahoma Press, Savoie Lottinville, lo describió más tarde el libro como un "esfuerzo pionero" en historia nativa americana que permitió "ver los acontecimientos desde el interior de la tribu, más allá de una perspectiva puramente anglo-americana."
El siguiente libro de Debo fue más polémico. Completado en 1936, And Still the Waters Run (Y Todavía las Aguas Corren) explica cómo, después de su deportación forzada del sudeste de Estados Unidos, las Cinco Tribus Civilizadas fueron sistemáticamente privadas en Territorio Indio de las tierras y los recursos que les habían concedido por tratado federal. Debo escribió que estos tratados debían supuestamente proteger las tierras tribales  "donde las aguas corrían, y la hierba crece"; pero  Dawes Act de 1887 inició una política de propiedad privada que forzó finalmente a las tribus, y que el sistema fue manipulado por los blancos estafando a los indios y expulsándolos de su propiedad. En palabras de la historiadora Ellen Fitzpatrick, el libro de Debo "adelantó un análisis aplastante de la corrupción, depravación moral y actividad criminal que subyace en la administración blanca y la ejecución de la política de adjudicación."
Los cargos de Debo fueron controvertidos y muchos de los protagonista todavía estaban vivos. Las conclusiones del libro fueron denunciadas fuertemente por algunas partes. La Universidad de Oklahoma Press se retiró como editor, y la carrera académica de Debo se resintió. Debo participó en el Proyecto de Escritores Federales en Oklahoma durante la Gran Depresión, pero su trabajo para la guía de viaje, Oklahoma: A Guide to the Sooner State, fue ampliamente revisado sin su permiso.
And Still the Waters Run: The Betrayal of the Five Civilized Tribes  fue finalmente publicado en 1940 por Princeton University Press. Joseph A. Brandt, antiguo director de la Universidad de Oklahoma Press se había trasladado a Princeton y publicó el libro allí. Un libro que ahora se describe como "un clásico" de gran influencia en escritores de historia americana nativa, desde Oliver LaFarge a Parra Deloria, Jr. y Larry McMurtry.
Debo "nunca logró un puesto permanente en un departamento académico de historia." Durante tiempo, tras publicarse And Still the Waters Run tuvo prohibido enseñar en Oklahoma. Pero, en sus últimos años aumentó su reconocimiento y aclamación.Su trabajo fue visto como una refutación a la tesis de Frederick Jackson Turner, presentando una historia de expansión hacia el oeste basada no en el ideal de doctrina del destino manifiesto, sino en la explotación de los nativos americanos. Debo sirvió en el consejo de administración de la Asociación en Asuntos indios americanos, y del capítulo de Oklahoma de la Unión Estadounidense por las Libertades Civiles.
También continuó publicando extensamente. Escribió una novela, Prairie City, the Story of an American Community (1944), basada en la historia de su ciudad natal Marshall. Acabó su último libro de historia, Geronimo: El Hombre, Su Tiempo, Su Sitio a la edad de 85 años, y fue su primer libro publicado por la Universidad de Oklahoma Press en 1976. Ha sido reeditado en nuevas ediciones.

## Honores y legado
- Su último libro recibió el premio Occidental Wrangler de la Sala de Cowboy Nacional de Fama y Centro de Patrimonio Occidental (ahora llamado el Cowboy Nacional & Museo de Patrimonio Occidental).[17]
- Debo fue incluida en la Sala de Oklahoma de la Fama en 1950.[18]
- Fue incluida en la sala de las Mujeres de Oklahoma de Fama en 1984.
- Recibió el reconocimiento honorario de la Wake Forest University y la Phillips Universidad.
- Recibió premios de la Asociación Histórica americana, Asociación de Historia Occidental, Asociación de Historiadores india-americana, y la Asociación americana para Historia Estatal y Local, entre muchos otros.[19]
- 1985, el Estado de Oklahoma encargó un retrato oficial de Debo al artista Charles Amontona Wilson; fue colocado en el rotonda del Capitolio de Oklahoma en la Ciudad de Oklahoma.[20]
- 1987 – La Asociación Histórica americana le dio su Premio por Distinción Erudita.[21] El gobernador Henry Bellmon presentó este premio en enero de 1988 en una ceremonia en Marshall.

Debo Murió unas semanas más tarde, el 21 de 1988 a los 98 años. Dejó sus papeles, libros, y derechos literarios a la Universidad Estatal de Oklahoma donde había trabajado como bibliotecaria e investigadora.

### Reconocimiento póstumo
- 1994, Las Escuelas Públicas Edmond llevan su nombre
- 1997  Debo recibió el premio Ralph Ellison del Centro de Oklahoma para el Libro.
- Es una de los 21 escritores de Oklahoma incluidos en el Mapa Literario oficial del estado de Oklahoma.[22]
- 1988 Debo fue protagonista de un episodio titulado "Indios, Outlaws, y Angie Debo", de la serie de PBS La Experiencia americana.[23]
- 2000 – La Universidad de Prensa de Oklahoma publicó una biografía de Debo escrita por Shirley A. Leckie titulada Angie Debo: Pioneering Historian [24]
- Su trabajo ha sido el tema de numerosos artículos y monografías .[25][26]
- 2007 – En su discurso inaugural, el Gobernador de Oklahoma Brad Henry destacó a Debo como "el historiador más grande de nuestro estado." Citando la observación de Debo en 1949 sobre la historia inusual de Oklahoma:

Oklahoma es más que solo otro estado. Es una lente en la que los largos rayos de tiempo se enfocan en la luz más brillante. En su claridad de aumento, las facetas oscuras del personaje estadounidense se revelan más claramente. En Oklahoma, todas las experiencias que contribuyeron a la creación de la nación se han acelerado. Aquí todos los rasgos estadounidenses se han intensificado. El que puede interpretar Oklahoma puede captar el significado de América en el mundo moderno.
- 2010 – La Stillwater Biblioteca Pública en Stillwater, Oklahoma dedicó una estatua de bronce de Angie Debo el 18 de noviembre de 2010. Creada por la artista local, Phyllis Mantik, la estatua representa a una joven Angie Debo sentada en una roca con varios libros a su lado. La artista eligió a la joven Debo para centrarse en su personaje y destacar que a una edad temprana, ella eligió la vida de una persona erudita en lugar de lo que se esperaba de una mujer de su tiempo. Para simbolizar la importancia del trabajo de Debo para las tribus nativas americanas de Oklahoma, la base de la estatua tiene réplicas de los sellos de las 38 tribus nativas americanas reconocidas federalmente de Oklahoma. El sello estatal de Oklahoma se encuentra en la parte superior de la base. Cerca de la estatua hay una placa que describe la vida de Angie Debo y su importancia para la comunidad, el estado y la nación..[28]

### Los libros escritos por Debo
Lista de los libros escritos por Angie Debo:
- The Historical Background of the American Policy of Isolation, by J. Fred Rippy & Angie Debo (Northampton, Mass.: Smith College Studies in History, 1924)..
- The Rise and Fall of the Choctaw Republic (Norman: University of Oklahoma Press, 1934, 2nd edition, 1961), ISBN 0-585-19818-7 .
- And Still the Waters Run: The Betrayal of the Five Civilized Tribes (Princeton: Princeton University Press, 1940; new edition, Norman: University of Oklahoma Press, 1984)ISBN 0-691-04615-8 .
- The Road to Disappearance: A History of the Creek Indians (Norman: University of Oklahoma Press, 1941; new edition, 1979) ISBN 0-8061-1532-7 .
- Tulsa: From Creek Town to Oil Capital (Norman: University of Oklahoma Press, 1943).
- Novel: Prairie City: The Story of an American Community (New York: Knopf, 1944; new edition, Tulsa: Council Oak Books, 1986; new edition, Norman: University Press of Oklahoma, 1998), ISBN 0-8061-2066-5 .
- Oklahoma: Foot-Loose and Fancy-Free. Norman: University of Oklahoma Press, 1949; new edition, 1987,, ISBN 0-8061-2066-5 .
- The Five Civilized Tribes of Oklahoma: A Report on Social and Economic Conditions (Philadelphia: Indian Rights Association, 1951).
- Una Historia de los indios de los Estados Unidos (Norman: Universidad de Prensa de Oklahoma, 1970), ISBN 0-8061-1888-1 , (edición nueva, 2013), disponible en línea en Googlebooks.
- Geronimo: The Man, His Time, His Place (Norman: University of Oklahoma Press, 1976/1982), ISBN 0-8061-1828-8 , casi todo disponible en línea en Googlebooks.

### Los libros editados por Debo
- Oklahoma: A Guide to the Sooner State, edited by Angie Debo and John M. Oskison (Norman: University of Oklahoma Press, 1941).
- he Cowman's Southwest: Being the Reminiscences of Oliver Nelson, Freighter, Camp Cook, Cowboy, Frontiersman in Kansas, Indian Territory, Texas, and Oklahoma, 1878–1893, by Oliver Nelson, edited by Angie Debo, The Western Frontiersman Series, 4 (Glendale, Ca.: A.H. Clark Co., 1953; new edition, Lincoln: University of Nebraska Press, 1986), ISBN 0-8032-8356-3 .
- History of the Choctaw, Chickasaw, and Natchez Indians, by Horatio B. Cushman, edited by Angie Debo (Stillwater, Ok.: Redlands Press, 1962; new edition, Norman: University of Oklahoma Press, 1999),ISBN 0-8061-3127-6 .
- With Five Reservations, by Dell O'Hara, edited by Angie Debo and Harold H. Leake (Aurora, Mo.: Creekside Publications, 1986).